# IC 915
IC 915 ist eine elliptische Galaxie mit hoher Sternentstehungsrate vom Hubble-Typ E0 im Sternbild Jungfrau  nördlich der Ekliptik. Sie ist schätzungsweise 407 Millionen Lichtjahre von der Milchstraße entfernt und hat einen Durchmesser von etwa 60.000 Lichtjahren.
Das Objekt wurde am 25. Mai 1892 vom französischen Astronomen Stéphane Javelle entdeckt.